# Eesti kaitsevägi
La Eesti kaitsevägi è il nome estone delle Forze armate dell'Estonia.

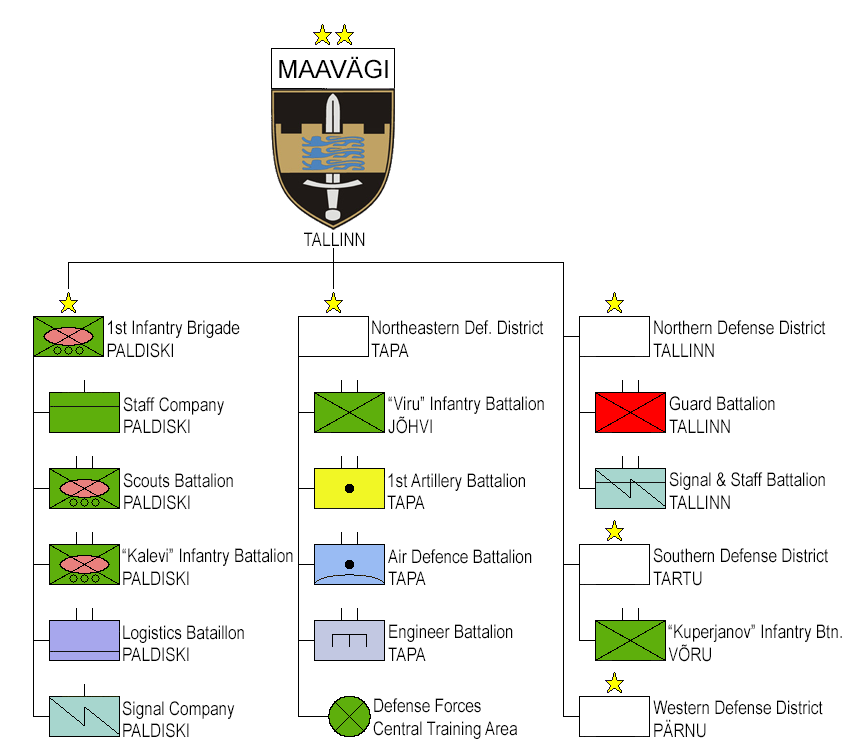
Organizzazione dell'Esercito estone.

Il Kaitsevägi è una forza armata composta da Esercito (Maavägi), Marina (Merevägi), Aeronautica (Õhuvägi),  dalla Lega della difesa (Kaitseliit) ed il Centro operazioni di pace (Rahuoperatsioonide Keskus).
La politica delle forze armate estoni ambisce a garantire l'indipendenza e la sovranità nazionale, l'integrità delle terre, delle acque territoriali e dello spazio aereo, nonché dell'ordine costituzionale.

## Informazioni generali
La dimensione usuale delle Forze armate estoni in tempo di pace è di circa 5.600 effettivi, di cui 2.200 sono in ferma di leva. La Kaitseliit, ovvero Lega di difesa, i cosiddetti riservisti, conta su 20.000 membri effettivi. Dunque la dimensione pianificata operativa (in tempo di guerra) è di circa 26.000 componenti.

## Storia
Nell'aprile 1917 il dipartimento mobilitazione dei generali russi diramò un ordine di concentrare il personale militare estone nella loro terra natale. L'ufficio del personale militare estone, guidato da Arnold Jürgens, fu stabilito dunque in Tallinn.
La prima unità militare estone fu formata il 20 maggio 1917 quando il ministro russo della guerra dette il suo permesso di formare il Primo Reggimento Estone. Il colonnello Aleksander Tõnisson fu designato al comando del reggimento, il quale comprendeva 32 ufficiali e 3372 soldati.

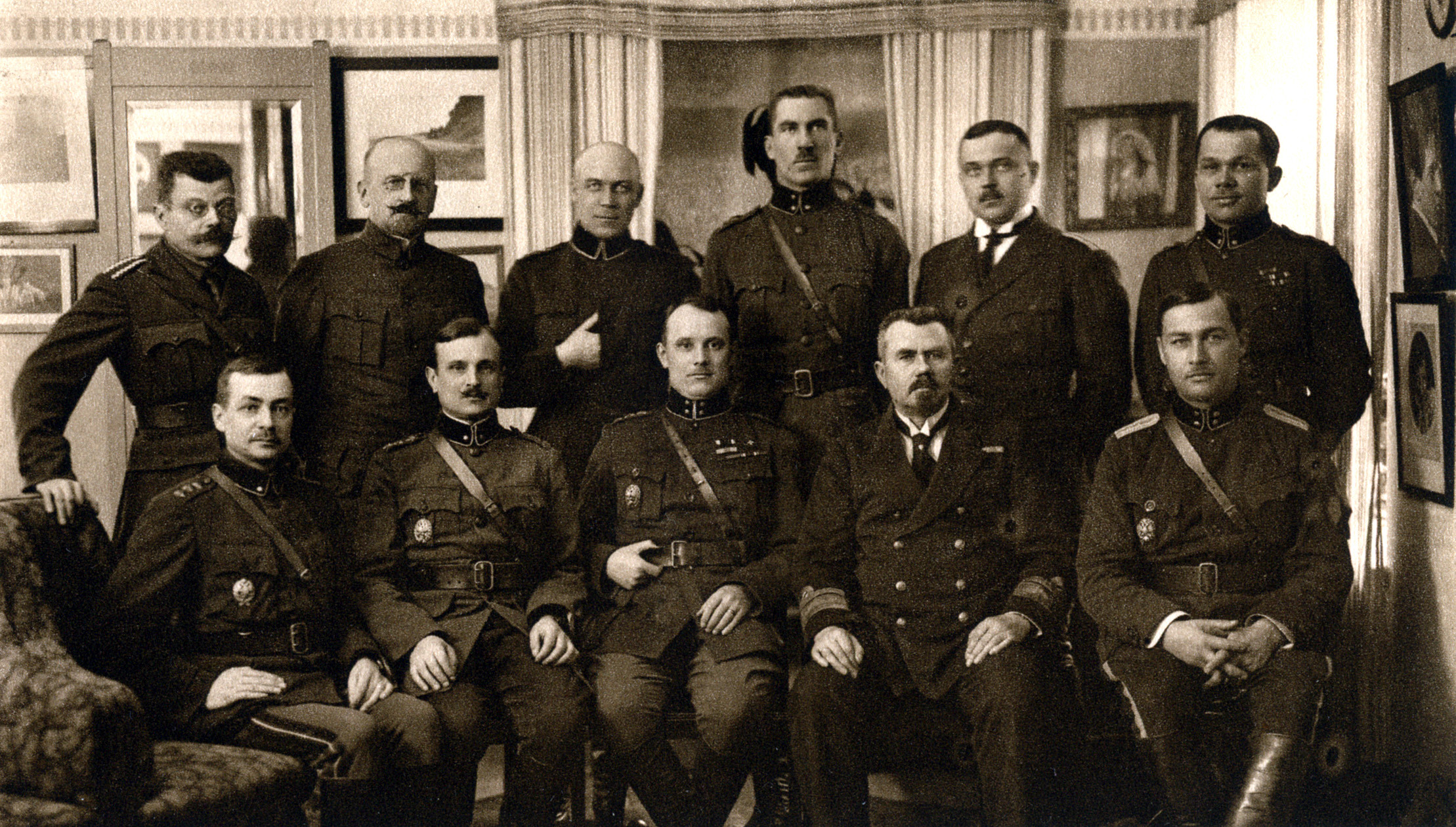
Alto Comando Forze Armate Estoni nel 1920, da in alto a sinistra: Generale E.Põdder, Dr. A. Lossmann, Generale A. Tõnisson, Colonnello K. Parts, Colonnello V. Puskar, Colonnello J. Rink. Dal basso a sinistra: Generale A. Larka, Generale J. Soots, Comandante in capo Generale luogotenente J. Laidoner, Ammiraglio J. Pitka e Colonnello R. Reiman

Il Primo Reggimento Estone venne trasferito a Rakvere dove l'unità raggiunse i 118 ufficiali ed i 10.151 soldati. Durante la sua esistenza 216 ufficiali e 11.538 soldati prestarono servizio nel reggimento. Un reggimento che ha rappresentato il punto di partenza per la costituzione di un vero e proprio esercito nazionale.
Dopo la Rivoluzione tedesca, fra il 11 ed il 14 novembre 1918, le rappresentanze della Germania furono formalmente estromesse dal potere politico al governo nazionale dell'Estonia. Tuttavia una nuova invasione militare, stavolta da parte bolscevichi russi, seguì alcuni giorni dopo, segnando l'inizio della Guerra di indipendenza estone. La piccola, male armata forza di difesa estone respinse gli attacchi dell'Armata Rossa nelle vicinanze di Tallinn, la capitale. Appena 34 chilometri separavano Tallinn dal fronte. Un successo dovuto parzialmente al tempestivo arrivo di un carico di armi proveniente dallo squadrone navale britannico di stanza nel Baltico.

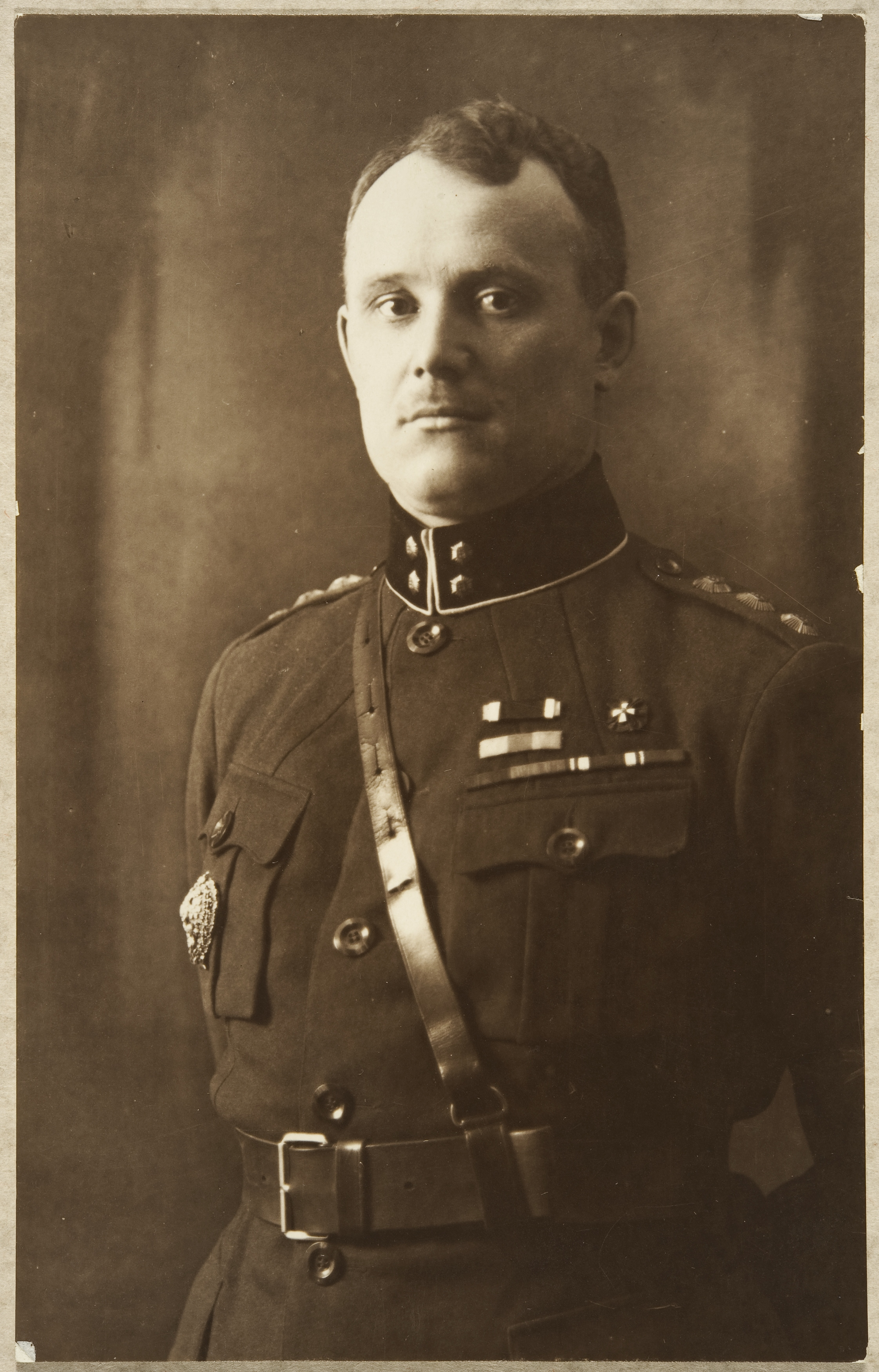
Johan Laidoner

Nel gennaio 1919, le Forze armate estoni lanciarono una controffensiva guidata dal comandante in capo Johan Laidoner. L'esercito estone era supportato dalla Royal Navy britannica e da volontari finlandesi, svedesi e danesi. Alla fine del febbraio 1919, l'Armata Rossa fu definitivamente ricacciata dall'intero territorio di Estonia.
Il 2 febbraio 1920, il Trattato di pace di Tartu venne firmato dalla Repubblica di Estonia e dalla Russia bolscevica. Dopo aver vinto la guerra di liberazione contro i sovietici e contro i volontari baltico-tedeschi, i Freikorps, l'Estonia mantenne la sua indipendenza per ventidue anni.
Il 16 giugno 1940, l'Unione Sovietica invase nuovamente l'Estonia. L'Unione Sovietica presentò un ultimatum, chiedendo il cambio di governo estone ed il libero accesso per le truppe sovietiche. La maggior parte delle forze armate estoni e della Lega della Difesa si arresero, seguendo gli ordini di una resistenza inutile e vennero disarmati dall'Armata Rossa.
Il 3 settembre 1991 la Corte Suprema della Repubblica di Estonia decide il ripristino delle forze armate. Dal 1991 al 2001 le Forze Armate Estoni sono stati ripristinate, riformando oltre 30 vecchie e nuove unità militari.

## Politica di difesa nazionale
Lo scopo principale rimane lo sviluppo ed il mantenimento di una credibile capacità di difendere gli interessi vitali nazionali e lo sviluppo delle Forze Armate Estoni in una logica che assicuri la loro interconnessione con la NATO e con i membri dell'Unione europea.
In tempo di pace, i principali compiti sono il controllo dello spazio aereo, il mantenimento di prontezza al combattimento, la leva e lo sviluppo delle unità di riserva, partecipare alle missioni NATO e ONU e provvedere assistenza alle autorità civili in caso di emergenza nazionale.
In tempo di crisi il compito principale delle Forze Armate Estoni è incrementare i livelli di reazione delle unità, preparare la transizione allo stato di guerra ed iniziare la parziale o totale mobilitazione secondo gli ordini, integrare le unità di altri ministeri e preparare l'assistenza all'appoggio di forze armate alleate.
In tempo di guerra il compito principale delle Forze Armate Estoni è difendere l'integrità territoriale dello stato, facilitare l'arrivo ed il dispiegamento di forze da altre nazioni e cooperate con esse, mantenere il controllo dello spazio aereo nazionale.

## Comando della difesa nazionale
La difesa nazionale dell'Estonia è condotta nei principi del controllo civile. Democraticamente elette e istituzioni esecutive designate prendono decisioni sull'utilizzo delle Forze Armate e ne determinano gli obiettivi, forniscono le necessarie risorse e controllano l'attenersi delle stesse agli obiettivi preposti.
Il capo delle Forze Armate Estoni è il Presidente della Repubblica, facente parte del Consiglio di Difesa Nazionale con il Presidente del Parlamento, il Primo Ministro, il capo delle Forze Armate, il Ministro della Difesa, il Ministro degli Affari Esteri, il Ministro degli interni e l'addetto parlamentare alla difesa nazionale.
Il potere esecutivo della difesa nazionale spetta al Governo della Repubblica.

## Organizzazione

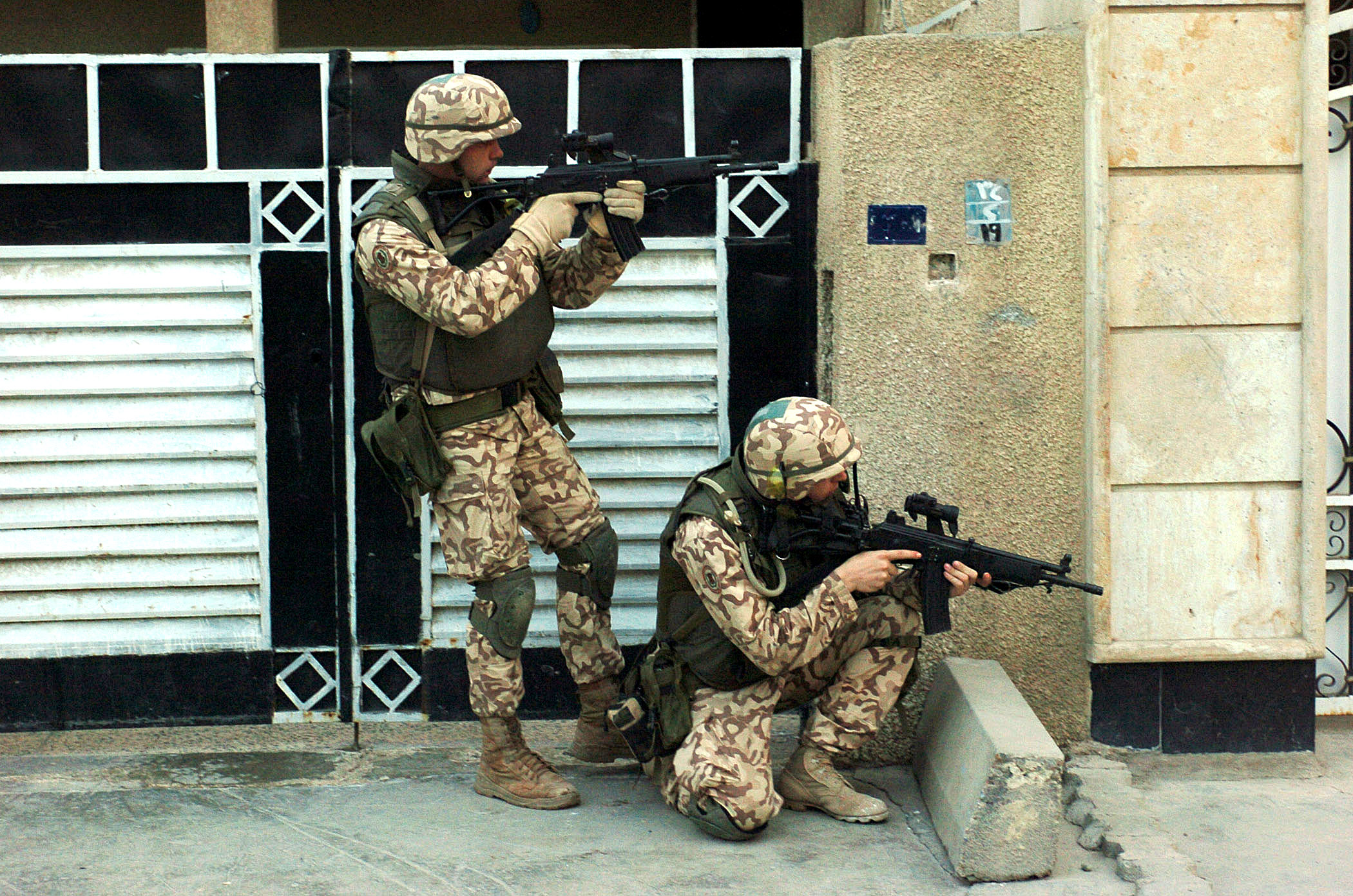
Scout in Iraq

Le Forze Armate Estoni consistono in un totale di 5.600 ufficiali e uomini militari effettivi, ed un corpo volontario, la Lega della Difesa con circa 10.000 soldati. Le forze sono dislocate in quattro distretti di difesa con quartieri generali a Tallinn, Rakvere, Tartu, Pärnu.

### Esercito (Maavägi)
L'esercito è l'arma principale delle Forze Armate.
Le componenti d'arma, la struttura operativa, consiste in una brigata di fanteria ed una struttura di sicurezza interna.

### Marina (Merevägi)

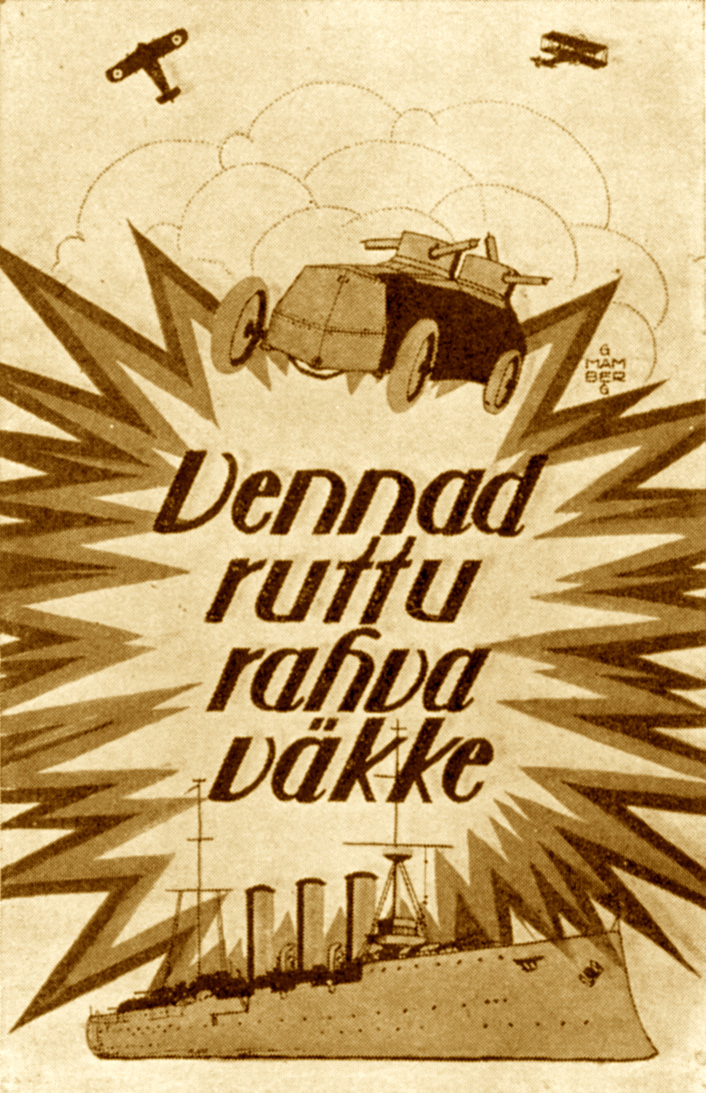
Manifesto di reclutamento 1918

La Marina è responsabile della protezione delle acque territoria dell'Estonia. In caso di situazioni di crisi la Marina deve essere pronta a difendere gli approdi, le aree portuali, le linee di comunicazione marittime e cooperare con le unità alleate.
La priorità assoluta per la Marina è lo sviluppo di controllo antimine, responsabilità che spetta anche in tempo di pace:  durante la Prima e la Seconda Guerra Mondiale più di 80 000 mine furono lanciate nel Mar Baltico.
Sin dal 1995 la Marina Estone ha partecipato alle maggiori esercitazioni internazionali ed operazioni nel Mar Baltico.
La maggior parte degli ufficiali della Marina estone sono stati addestrati in accademie navali europee e statunitensi. Nel 2003 la Marina ha costituito un suo centro di educazione ed addestramento navale.

### Aeronautica militare estone (Eesti Õhuvägi)
L'Aeronautica militare estone ha sede nella base aerea di Ämari ed opera con quattro aerei da attacco leggero Aero L-39 Albatros, due aerei da trasporto leggero PZL Mielec M28 donati dagli U.S.A. e quattro elicotteri Robinson R44.
Le batterie di difesa aerea sono equipaggiate con ZU-23-2 e missili Mistral.
Il principale radar estone Lockheed Martin TPS-117 è situato a Kellavere ed è integrato con la rete di difesa aerea BaltNet operante nei paesi Baltici. La base di Ämari è dotata di radar a corto raggio ASR-8.

## Relazioni internazionali

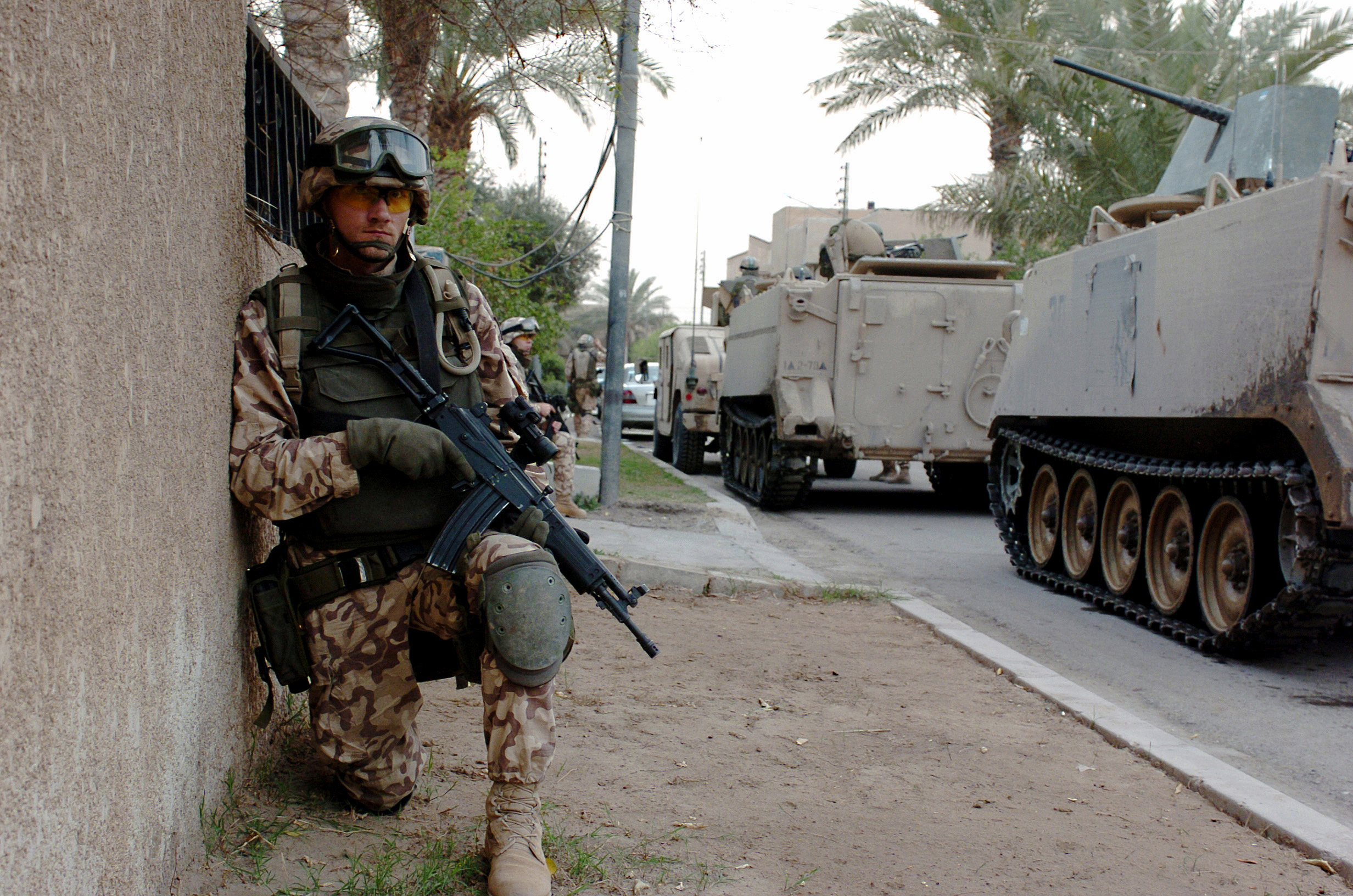
Militari estoni a Bagdad, nel 2005

Il Trattato di Washington è stato ratificato dal parlamento estone, il Riigikogu, il 10 marzo 2004. Dal 29 marzo 2004 l'Estonia è un pieno membro della NATO. È stata una delle più importanti priorità sin dal ripristino dell'indipendenza nazionale. Gli Stati Uniti sono la nazione con la quale l'Estonia ha stretto una cooperazione in temi di difesa e sicurezza nazionale.
Attualmente l'Estonia partecipa attivamente alla forze di reazione rapida NATO e contribuisce alla missione NTM-I (NATO Training Mission - Iraq). Al momento l'Estonia ha 35 soldati impiegati al fianco delle forze americane in Iraq e 120 soldati impiegati al fianco delle forze britanniche. In entrambi i casi, le unità sono regolarmente in rotazione. L'Estonia provvede inoltre alle operazioni internazionali di pacificazione in Bosnia ed in Kosovo con KFOR.
L'Estonia utilizza molte armi prodotte dalle industrie militari israeliane, inclusa la pistola mitragliatrice UZI, fucili d'assalto Galil e mitragliatrici leggere IMI Negev.